# Mäeltküla
Mäeltküla est un village de la commune de Viljandi du comté de Viljandi en Estonie.
Au 31 décembre 2011, il compte 86 habitants.